# Werner Heider
Werner Heider (født 1. januar 1930 i Fürth, Tyskland) er en tysk komponist, pianist og dirigent.
Heider studerede komposition på Musikhøjskolen i München. Han var dirigent for mange tyske orkestre såsom Bamberger Symfonikerne og Nürnberger Philharmonikerne. Heider har skrevet tre symfonier, orkesterværker, kammermusik, balletmusik, operaer, vokalmusik, scenemusik etc. Han grundlagde Ensemble Ars Nova Nürnberg, og ledede og dirigerede selv orkestret.

## Udvalgte værker
- Symfoni nr. 1 (1975) - for orkester
- Symfoni nr. 2 "Teater Musik" (2001-2002) - for orkester
- Sinfonia (2000) - for 10 messingblæsere
- Konturer (1962-1964) - for violin og orkester